# Аттестационное тестирование
Аттестационное тестирование используется для того, чтобы определить, соответствует ли реализация системы стандарту, на котором основана данная реализация.
Чтобы облегчить эту задачу, было разработано множество тестовых процедур и тестовых конфигураций — либо разработчиками стандартов, либо внешними организациями, специализирующимися на тестировании соответствия стандартам.
Такое тестирование гарантирует большее соответствие стандарту. Хотя никакое аттестационное тестирование не способно гарантировать 100%-ное соответствие стандарту, покрытие набора тестов может асимптотически стремиться к этой величине. Продукты, протестированные таким образом, рекламируются как прошедшие сертификацию на соответствие стандарту внешней организацией, проводящей аттестационное тестирование.

## Сетевые протоколы
В аттестационном тестировании протоколов успешно используется язык TTCN-3. В частности, TTCN-3 использовался при разработке аттестационных систем тестирования SIP, WiMAX и DSRC.